# Талхајм (Тутлинген)
Талхајм (њем. Talheim) град је у њемачкој савезној држави Баден-Виртемберг. Једно је од 34 општинска средишта округа Тутлинген. Према процјени из 2010. у граду је живјело 1.212 становника. Посједује регионалну шифру (AGS) 8327048.

## Географски и демографски подаци
Талхајм се налази у савезној држави Баден-Виртемберг у округу Тутлинген. Град се налази на надморској висини од 755 метара. Површина општине износи 13,1 km². У самом граду је, према процјени из 2010. године, живјело 1.212 становника. Просјечна густина становништва износи 92 становника/km².